# 欧斯隆
欧斯隆（法語：Aucelon，法語發音：[oslɔ̃]）是法国德龙省的一个市镇，位于该省东部偏南，属于迪镇区。

## 地理
欧斯隆（44°37'27"N, 5°20'40"E）面积26.34 平方千米，位于法国奥弗涅-罗讷-阿尔卑斯大区德龙省，该省份为法国东南部内陆省份，北起顺时针与伊泽尔省、上阿尔卑斯省、上普罗旺斯阿尔卑斯省、沃克吕兹省和阿尔代什省接壤。
与欧斯隆接壤的市镇（或旧市镇、城区）包括：巴尔纳沃、布雷特、容谢尔、迪瓦地区蒙洛尔、佩讷勒塞克、普瓦奥尔、普拉代勒、勒库博-让萨克、沃尔旺。

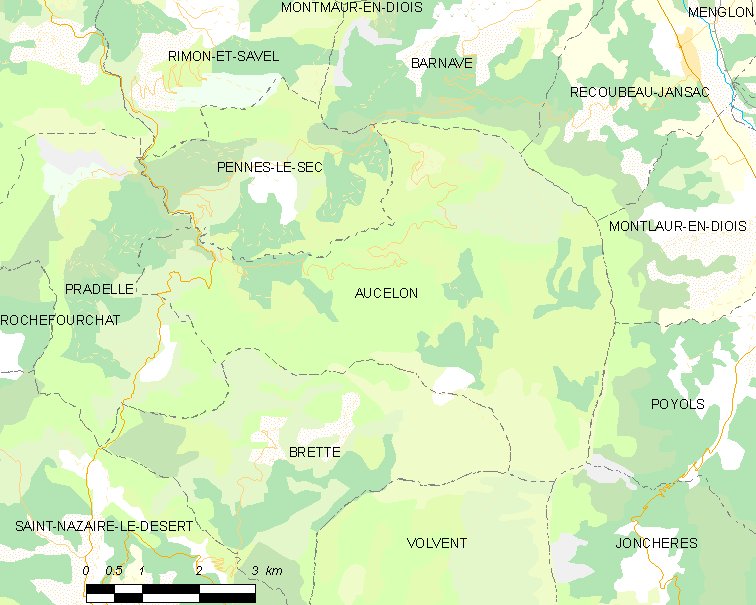
欧斯隆的OSM定位图

欧斯隆的时区为UTC+01:00、UTC+02:00（夏令时）。

## 行政
欧斯隆的邮政编码为26340，INSEE市镇编码为26017。

## 政治
欧斯隆所属的省级选区为迪瓦县。

## 人口

1962-2008年间欧斯隆人口变化图示

欧斯隆于2022年1月1日时的人口数量为17人。